# Puzzle (album Honoraty Skarbek)
Puzzle – trzeci album studyjny Honoraty „Honey” Skarbek, którego premiera odbyła się 31 lipca 2015 roku. Wydany został nakładem Universal Music Polska oraz Magic Records.

## Lista utworów
Opracowano na podstawie materiału źródłowego.
| Numer | Tytuł            | Czas |
| ----- | ---------------- | ---- |
| 1     | "Damy radę"      | 3:15 |
| 2     | "Biegnę"         | 3:32 |
| 3     | "GPS"            | 3:21 |
| 4     | "Morze słów"     | 3:24 |
| 5     | "Bomba"          | 3:10 |
| 6     | "Ty i ja"        | 3:39 |
| 7     | "Papieros"       | 3:44 |
| 8     | "Naga"           | 3:32 |
| 9     | "Vabank"         | 3:34 |
| 10    | "Kamikadze"      | 3:11 |
| 11    | "Wykonałam plan" | 3:12 |

## Pozycja na liście sprzedaży
| Kraj   | Lista sprzedaży (2015)    | Najwyższa pozycja |
| ------ | ------------------------- | ----------------- |
| Polska | Oficjalna Lista Sprzedaży | 28                |